# Frifot (musikalbum från 1999)
Frifot är ett musikalbum av folkmusikgruppen Frifot, utgivet 1999 av ECM Records. Frifot har tidigare gett ut ett album med samma namn vilket var innan gruppen fick sitt nuvarande namn utan gavs ut som "Möller, Willemark & Gudmundson".

## Låtlista
Alla låtar är traditionella om inget annat anges.
1. "Abba Fader" – 2:29
2. "Stjärnan" – 6:34
3. "Tjugmyren" – 3:55
4. "Kolarpolskan" – 3:26
5. "I hela naturen / Mjukfoten" (Trad./Ale Möller) – 4:30
6. "Förgäves / Vindlaren" (Trad./Ale Möller) – 5:40
7. "Käre Sol / Sjungar Lars-polska" – 3:02
8. "Hemvändaren" – 3:57
9. "Fåfänglighet" – 3:02
10. "Silder / Bingsjö stora långdans" (Lena Willemark/Trad.) – 4:56
11. "Drömsken" (Per Gudmundson) – 4:25
12. "Skur Leja" (Musik: Ale Möller – text: Trad.) – 7:07
13. "Metaren" (Ale Möller) – 3:11
14. "Roligs Per-låtar" – 3:10
15. "Om stenen / Snygg Olle" (Musik: Lena Willemark – text: Bengt Berg/Trad.) – 4:26
16. "Morgonlåt" (Ale Möller) – 1:22

Total tid: 65:21
- Arrangemang:
- Frifot (4, 7, 8, 14, 15b)
- Per Gudmundson, Ale Möller (9, 10b)
- Ale Möller (15a)
- Ale Möller, Lena Willemark (5a, 6a)
- Lena Willemark (1-3)

## Frifot
- Per Gudmundson — fiol, oktavfiol, säckpipa, sång
- Ale Möller — mandola, low whistle, hackbräde, folkharpa, skalmeja, sång
- Lena Willemark — sång, fiol, oktavfiol, härjedalspipa